# HT Mostar
HT est un opérateur de télécommunications basé à Mostar en Bosnie-Herzégovine depuis 1992.
Il est aujourd’hui la propriété de la fédération de Bosnie-Herzégovine (50,10 %), des télécommunications de Croatie (T-Hrvatski Telekom d.d., Zagreb, 39,10 %), des postes de Croatie (Hrvatska pošta d.d., Zagreb, 5,23 %) et des petits actionnaires (5,57 %).
C’est un des trois opérateurs officiels de télécommunications en Bosnie-Herzégovine. Il est principalement implanté dans les régions ou la population croate est majoritaire.
L’activité principale est la fourniture de services de télécommunications à savoir :
- Téléphonie fixe (HT::TEL)
- Fourniture d’accès à internet (HT::NET)
- La transmission de données
- Téléphonie mobile avec l’opérateur ERONET